# كاسر الجوز الأوربي
كاسر الجوز الأوربي أو تُبُّس أوربي (Sitta europaea) هو طائر صغير من العصفوريات يوجد في جميع أنحاء آسيا المعتدلة وفي أوروبا. ومثل أنواع خازنات البندق الأخرى، فهو طائر قصير الذيل وله منقار طويل، وجزءه العلوي رمادي مزرق وله شريط أسود حول العين. وهو طائر عالي الصوت. وهناك أكثر من 20 نوعا فرعيا في ثلاث مجموعات رئيسية؛ والطيور من الغرب لها بطن برتقالي وحلق أبيض، والأنواع في روسيا لديها بطن، وتلك الموجودة في الشرق الأقصى لها مظهر مماثل للطيور الأوروبية، ولكن تفتقر إلى الحلق الأبيض.
الموطن المفضل هو الغابات النفضية أو المختلطة. يحتل الأزواج أماكن دائمة، ويبنون الأعشاش في ثقوب الأشجار، وعادة ما تكون أعشاش نقار الخشب القديمة، ولكن تكون في بعض الأحيان تجاويف طبيعية. وإذا كان مدخل الحفرة كبيرا جدا، فإن الإناث تحد من حجمها بالطين، وغالبا ما تكسو داخل التجويف أيضا. وتضع الأنثى من ست إلى تسع بيضات بيضاء ذات رقش حمراء على قاعدة عميقة من الصنوبر أو رقائق الخشب الأخرى.
يتغذى خازن البندق الأوراسي أساسا على الحشرات، وخاصة اليرقات والخنافس، رغم أنه يستبدل نظامه الغذائي بالمكسرات والبذور في الخريف والشتاء. ويتغذى الصغار أساسا على الحشرات، مع بعض البذور وغيرها بشكل الموجودة على جذوع الأشجار والفروع الكبيرة. وهو طائر معروف باكتنازه للأشياء، ويخزن المواد الغذائية على مدار السنة. المفترس الطبيعي الرئيسي له هو الباشق الأوراسي.
قد يؤدي تفتيت الغابات إلى خسائر محلية لطيور التكاثر، ولكن نطاق هذا النوع ما يزال آخذا في الاتساع. ويملك تعدادا كبيرا ومنطقة تكاثر ضخمة، وبالتالي يصنفه الاتحاد الدولي لحفظ الطبيعة (IUCN) على أنه ليس مهددا بالانقراض.